# Alissa Czisny
Alissa Czisny (Sylvania, Ohio, 25 de junho de 1987) é uma ex-patinadora artística estadunidense. Ela foi campeã do US Figure Skating Championships (Campeonato Estadunidense de Patinagem Artística) em 2009. Ela se retirou das competições em junho de 2014.

## Vida pessoal
Alissa estuda na Bowling Green State University, numa bolsa integral. Ela tem uma irmã gémea, Amber, que é, também, é patinadora artística. Ela foi um dos quatro esperançosos patinadores sobre a série de 2006 Ice Diaries.

## Principais resultados
| Resultados | Resultados        | Resultados       | Resultados       | Resultados       | Resultados       | Resultados       | Resultados       | Resultados        | Resultados    | Resultados        | Resultados       | Resultados        | Resultados        | Resultados    | Resultados      |
| Internacional                                                                                                   | Internacional     | Internacional    | Internacional    | Internacional    | Internacional    | Internacional    | Internacional    | Internacional     | Internacional | Internacional     | Internacional    | Internacional     | Internacional     | Internacional | Internacional   |
| Evento/Temporada                                                                                                | 1999– 2000        | 2000– 2001       | 2001– 2002       | 2002– 2003       | 2003– 2004       | 2004– 2005       | 2005– 2006       | 2006– 2007        | 2007– 2008    | 2008– 2009        | 2009– 2010       | 2010– 2011        | 2011– 2012        | 2012– 2013    | 2013– 2014      |
| --- | ----------------- | ---------------- | ---------------- | ---------------- | ---------------- | ---------------- | ---------------- | ----------------- | ------------- | ----------------- | ---------------- | ----------------- | ----------------- | ------------- | --------------- |
| Campeonato Mundial                                                                                              |                   |                  |                  |                  |                  |                  |                  | 15.ª              |               | 11.ª              |                  | 5.ª               | 22.ª              |               |                 |
| Campeonato dos Quatro Continentes                                                                               |                   |                  |                  |                  |                  |                  |                  | 5.ª               |               | 9.ª               |                  | 5.ª               |                   |               |                 |
| GP Grand Prix Final                                                                                             |                   |                  |                  |                  |                  |                  | 6.ª              |                   |               |                   |                  | Medalha de ouro   | 5.ª               |               |                 |
| GP Cup of China                                                                                                 |                   |                  |                  |                  |                  |                  |                  |                   | 9.ª           |                   |                  |                   |                   |               |                 |
| GP NHK Trophy                                                                                                   |                   |                  |                  |                  |                  |                  |                  |                   | 6.ª           |                   |                  |                   |                   | WD            |                 |
| GP Rostelecom Cup                                                                                               |                   |                  |                  |                  |                  |                  |                  | 9.ª               |               | 4.ª               | 4.ª              |                   |                   |               |                 |
| GP Skate America                                                                                                |                   |                  |                  |                  |                  | 4.ª              | Medalha de prata |                   |               |                   |                  |                   | Medalha de ouro   |               |                 |
| GP Skate Canada International                                                                                   |                   |                  |                  |                  |                  |                  | Medalha de ouro  | 4.ª               |               | Medalha de bronze | Medalha de prata | Medalha de ouro   |                   |               |                 |
| GP Trophée Éric Bompard                                                                                         |                   |                  |                  |                  |                  |                  |                  |                   |               |                   |                  | Medalha de bronze | Medalha de bronze |               |                 |
| International Challenge Cup                                                                                     |                   |                  |                  |                  |                  |                  |                  |                   |               |                   |                  |                   | Medalha de bronze |               |                 |
| Nebelhorn Trophy                                                                                                |                   |                  |                  |                  |                  | 4.ª              |                  |                   |               | Medalha de ouro   | Medalha de ouro  |                   |                   |               |                 |
| Ondrej Nepela Trophy                                                                                            |                   |                  |                  |                  |                  |                  | Medalha de prata |                   |               |                   |                  |                   |                   |               |                 |
| Internacional – Júnior                                                                                          |                   |                  |                  |                  |                  |                  |                  |                   |               |                   |                  |                   |                   |               |                 |
| Campeonatos Mundiais Júnior                                                                                     |                   |                  |                  |                  |                  | 6.ª              | 6.ª              |                   |               |                   |                  |                   |                   |               |                 |
| JGP Grand Prix Júnior Final                                                                                     |                   |                  |                  | 5.ª              |                  |                  |                  |                   |               |                   |                  |                   |                   |               |                 |
| JGP JGP Bulgária                                                                                                |                   |                  |                  |                  | 5.ª              |                  |                  |                   |               |                   |                  |                   |                   |               |                 |
| JGP JGP Eslováquia                                                                                              |                   |                  |                  | Medalha de prata |                  |                  |                  |                   |               |                   |                  |                   |                   |               |                 |
| JGP JGP França                                                                                                  |                   |                  |                  | Medalha de prata |                  |                  |                  |                   |               |                   |                  |                   |                   |               |                 |
| Gardena Spring Trophy                                                                                           |                   |                  | Medalha de ouro  |                  |                  |                  |                  |                   |               |                   |                  |                   |                   |               |                 |
| Triglav Trophy                                                                                                  |                   | Medalha de ouro  |                  |                  |                  |                  |                  |                   |               |                   |                  |                   |                   |               |                 |
| Nacional |                   |                  |                  |                  |                  |                  |                  |                   |               |                   |                  |                   |                   |               |                 |
| Campeonato dos Estados Unidos                                                                                   |                   |                  | 11.ª             | 10.ª             | 12.ª             | 7.ª              | 7.ª              | Medalha de bronze | 9.ª           | Medalha de ouro   | 10.ª             | Medalha de ouro   | Medalha de prata  | WD            |                 |
| Campeonato dos Estados Unidos – Júnior                                                                          |                   | Medalha de prata |                  |                  |                  |                  |                  |                   |               |                   |                  |                   |                   |               |                 |
| Camp. dos Estados Unidos Universitário                                                                          |                   |                  |                  |                  |                  | Medalha de ouro  |                  |                   |               | Medalha de ouro   |                  |                   |                   |               |                 |
| Seccional Centro-Oeste                                                                                          |                   |                  | Medalha de prata | Medalha de prata | Medalha de prata | Medalha de prata |                  |                   |               |                   |                  | Medalha de ouro   |                   |               | WD              |
| Seccional Centro-Oeste – Júnior                                                                                 | 9.ª               | Medalha de ouro  |                  |                  |                  |                  |                  |                   |               |                   |                  |                   |                   |               |                 |
| Regional Grandes Lagos Leste                                                                                    |                   |                  | Medalha de prata |                  | Medalha de ouro  | Medalha de ouro  |                  | Medalha de ouro   |               |                   |                  |                   |                   |               | Medalha de ouro |
| Regional Grandes Lagos Leste – Júnior                                                                           | Medalha de bronze | Medalha de ouro  |                  |                  |                  |                  |                  |                   |               |                   |                  |                   |                   |               |                 |
| |                   |                  |                  |                  |                  |                  |                  |                   |               |                   |                  |                   |                   |               |                 |
| Legenda: GP = Grand Prix; JGP = Grand Prix Júnior; WD = Abandonou; Competição não foi disputada nesta temporada |                   |                  |                  |                  |                  |                  |                  |                   |               |                   |                  |                   |                   |               |                 |